# Đêm đầy sao
Đêm đầy sao (tiếng Hà Lan: De sterrennacht) là một bức tranh của họa sĩ hậu ấn tượng người Hà Lan Vincent van Gogh. Được vẽ vào tháng 6 năm 1889, bức tranh miêu tả khung cảnh bên ngoài cửa sổ phòng bệnh của ông ở Saint-Rémy-de-Provence, miền Nam nước Pháp về đêm, mặc dù ông đã vẽ bức tranh vào ban ngày qua trí nhớ. Đêm đầy sao nằm trong bộ sưu tập của Bảo tàng Nghệ thuật Hiện đại ở thành phố New York, một phần trong Di vật của Lillie P. Bliss, từ năm 1941. Bức tranh Đêm đầy sao là một trong những tác phẩm nổi tiếng nhất của Van Gogh, đánh dấu bước ngoặt mang tính quyết định chuyển sang sự tự do sáng tạo to lớn hơn trong nghệ thuật của ông.

## Nguồn gốc

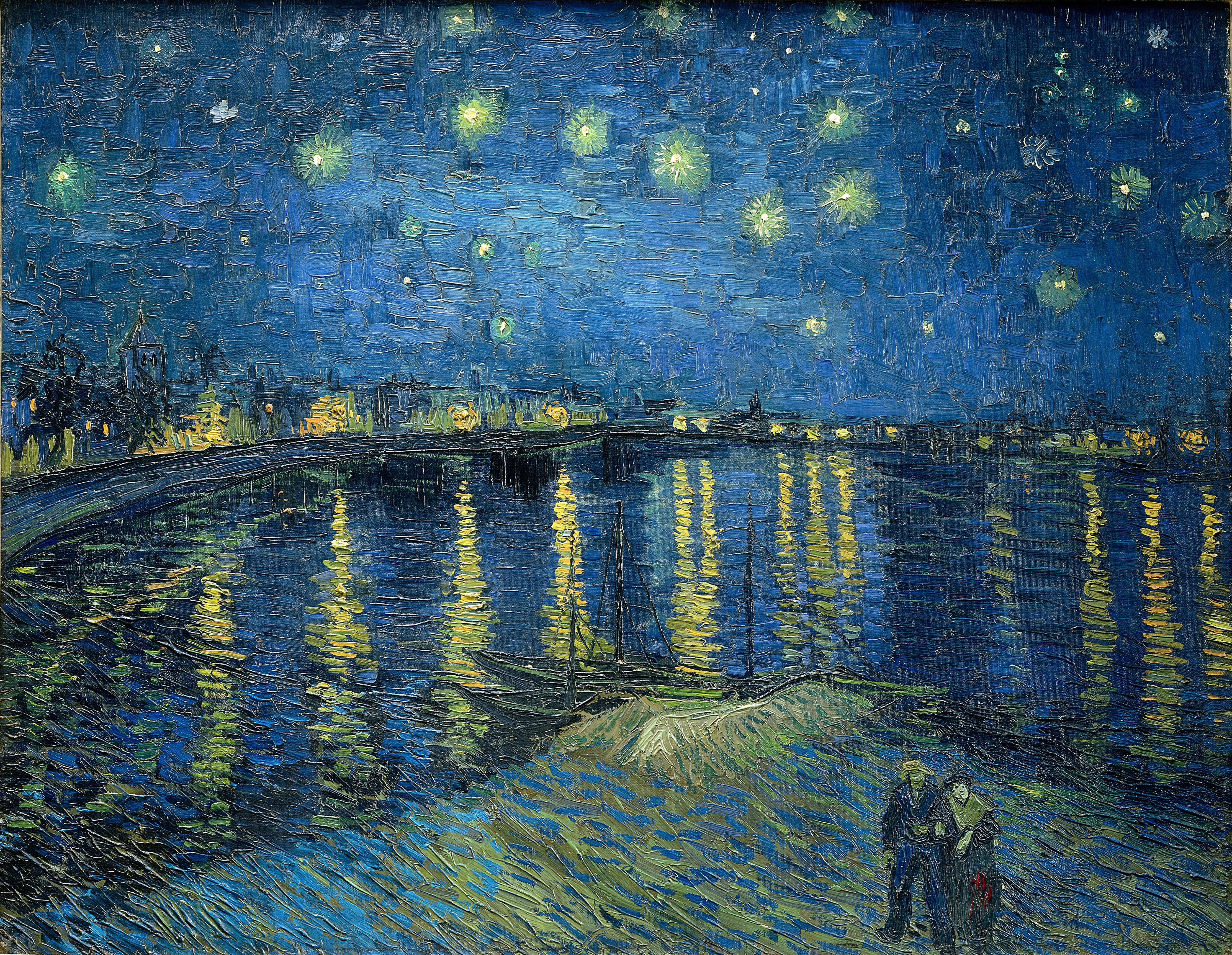
Đêm đầy sao trên sông Rhone, 1888, sơn dầu trên vải